# فيليب ماير
فيليب ماير (بالألمانية: Philipp Meyer)‏ هو فلاح وسياسي ألماني، ولد في 29 مارس 1896 في ألمانيا، وتوفي في 29 يناير 1962. حزبياً، نشط في الحزب النازي والاتحاد الاجتماعي المسيحي وBavarian Peasants' League ‏. وقد انتخب عضو في البوندستاغ الألماني خلال فترته النيابية ‏ (6 أكتوبر 1953 – 6 أكتوبر 1957).

## روابط خارجية
- فيليب ماير على موقع مونزينجر (الألمانية)